# Фурдуєшть (Кимпень, Алба)
Фурдуєшть, Фурдуєшті (рум. Furduiești) — село у повіті Алба в Румунії. Адміністративно підпорядковане місту Кимпень.
Село розташоване на відстані 316 км на північний захід від Бухареста, 48 км на північний захід від Алба-Юлії, 63 км на південний захід від Клуж-Напоки.

## Населення
За даними перепису населення 2002 року у селі проживали 155 осіб, усі — румуни. Усі жителі села рідною мовою назвали румунську.